# Zoğalbulaq
Zoğalbulaq (även armeniska: Դրախտիկ: Drachtik, ryska: Трахтик: Trachtik) är en ort i Azerbajdzjan. Den ligger i distriktet Xocavənd Rayonu, i den södra delen av landet, 260 km väster om huvudstaden Baku. Zoğalbulaq ligger 736 meter över havet och antalet invånare är 417.
Terrängen runt Zoğalbulaq är kuperad. Runt Zoğalbulaq är det ganska glesbefolkat, med 25 invånare per kvadratkilometer.. Närmaste större samhälle är Müşkapat, 15,9 km norr om Zoğalbulaq. 
Trakten runt Zoğalbulaq består till största delen av jordbruksmark.